# Мар'ян Борземський
Мар'ян Костянтин Борземський  (21 липня 1894, Станіслав, Королівство Галичини і Володимирії, Австро-Угорщина  – 12 листопада 1959, Ліманов, Лімановський повіт,  Малопольське воєводство, Польська Народна Республіка ) -  польський стрільць, капітан польської армійської піхоти.

## Біографія
Народився 21 липня 1894 року Станіславові на Прикарпатті в родині Йосипа і Катерини Тим. У 1906 році почав навчатися в Станіславові і продовжив навчання у Львові. 14 грудня 1915 року склав іспит  у воєнний час у С. К. К. К. 2-а.  У 1917-1920 рр. навчався на факультеті машинобудування Львівської політехніки.

#### Військова служба
16 серпня 1915 року він був призваний до складу австрійської армії. Під час служби закінчив офіційну школу в 1 листопада 1918 року він пішов добровольцем до польської  бригади, де отримав ранг лейтенанта. 
Під час польсько-більшовицької війни він був нагороджений Хрестом доблесті. Протягом 1918 - 1922рр.  служив у 14 піхотному полку, а 1922 - 1927 роках в 19 піхотному полку. Згодом був підвищений до капітана, а з 1 січня 1928 року -  в корпусі піхотних офіцерів. У 1932 році служив у Школі піхотного заповідника в Замбро 

#### спортивна кар'єра
Почав займатися спортивною стрільбою ну 1920-х роках. Вважався одним з кращих стрільців в польській армії: виступав на офіцерських змаганнях за чемпіонство 6 округу, а також на національних змаганнях.
- 1924р.  виграв чемпіонат Польщі у Львові в змаганні стрільби з гвинтівки 300 м з трьох позицій, встановивши рекорд у 157 очок з 300 можливих Став віце-чемпіоном Львова .
- участь у чемпіонатах світу (Чемпіонат світу в Стрзельтві 1924, 1927 і 1929).
- 1927р.  на чемпіонаті світу зі стрільби. Завоював бронзову медаль в змаганнях: стандартну гвинтівку 3 х 20 пострілів на 300 м У командному змаганні з короткої зброї він посів сьоме місце, а командне змагання з довгою гарматою. У командних змаганнях він набрав найбільшу кількість очок в команді (101). [3]
- Літні олімпійські ігри 1924р. в Парижі [4]

| Гра       | вік | місто      | спорт    | подія                                                | Рейтинг | команда | НОК | Медаль |
| 1924 Літо | 29  | Париж 1924 | стрільба | Чоловіча вільна гвинтівка, 400, 600 і 800 м, команда | 15      | Польща  | ПОЛ |        |
| 1924 Літо | 29  | Париж 1924 | стрільба | Чоловіча вільна гвинтівка, Проне, 600 м              | 60Т     | Польща  | ПОЛ |        |
| 1924 Літо | 29  | Париж 1924 | стрільба | Чоловічий швидкострільний пістолет, 25 м             | 14      | Польща  | ПОЛ |        |

#### Війна і подальша доля
Під час вересневої кампанії капітан нелінійної служби. Залишався у Львові до 1944 року. Влітку 1944р. приїхав до Ліманови. Працював у Комітеті соціального забезпечення. 
Помер 12 листопада 1959 року в Ліманові. Похований  на місцевому кладовищі. 